# Дрігейс
Дрігейс (нід. Driehuis) — село в нідерландській провінції Північна Голландія. Входить до муніципалітету Велзен.
Його площа становить 0,67 км², а населення станом на 2021 рік складало 1 080 осіб.
Перша згадка про населений пункт датується 1680-им роком.

## Галерея

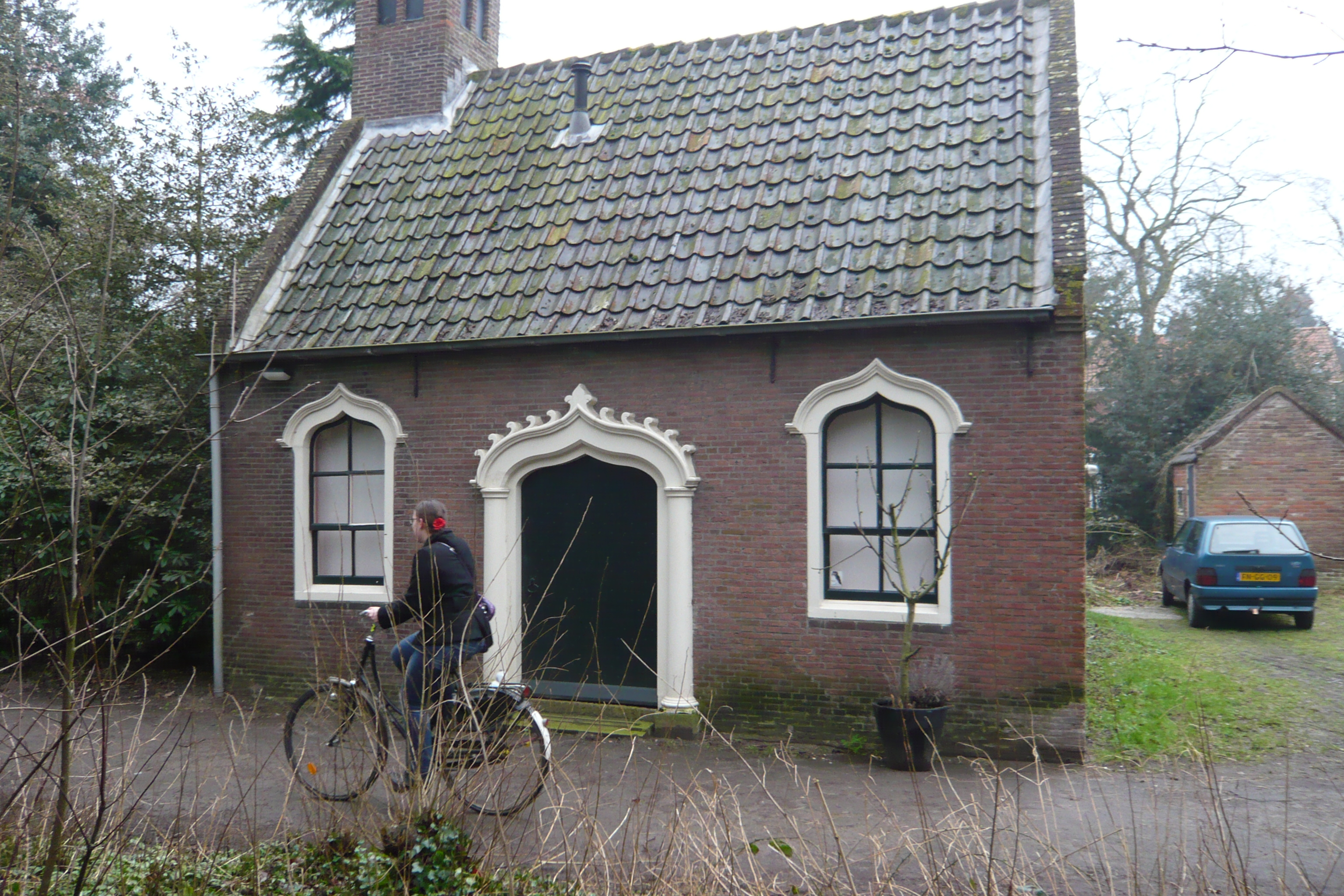
Будинок садівника
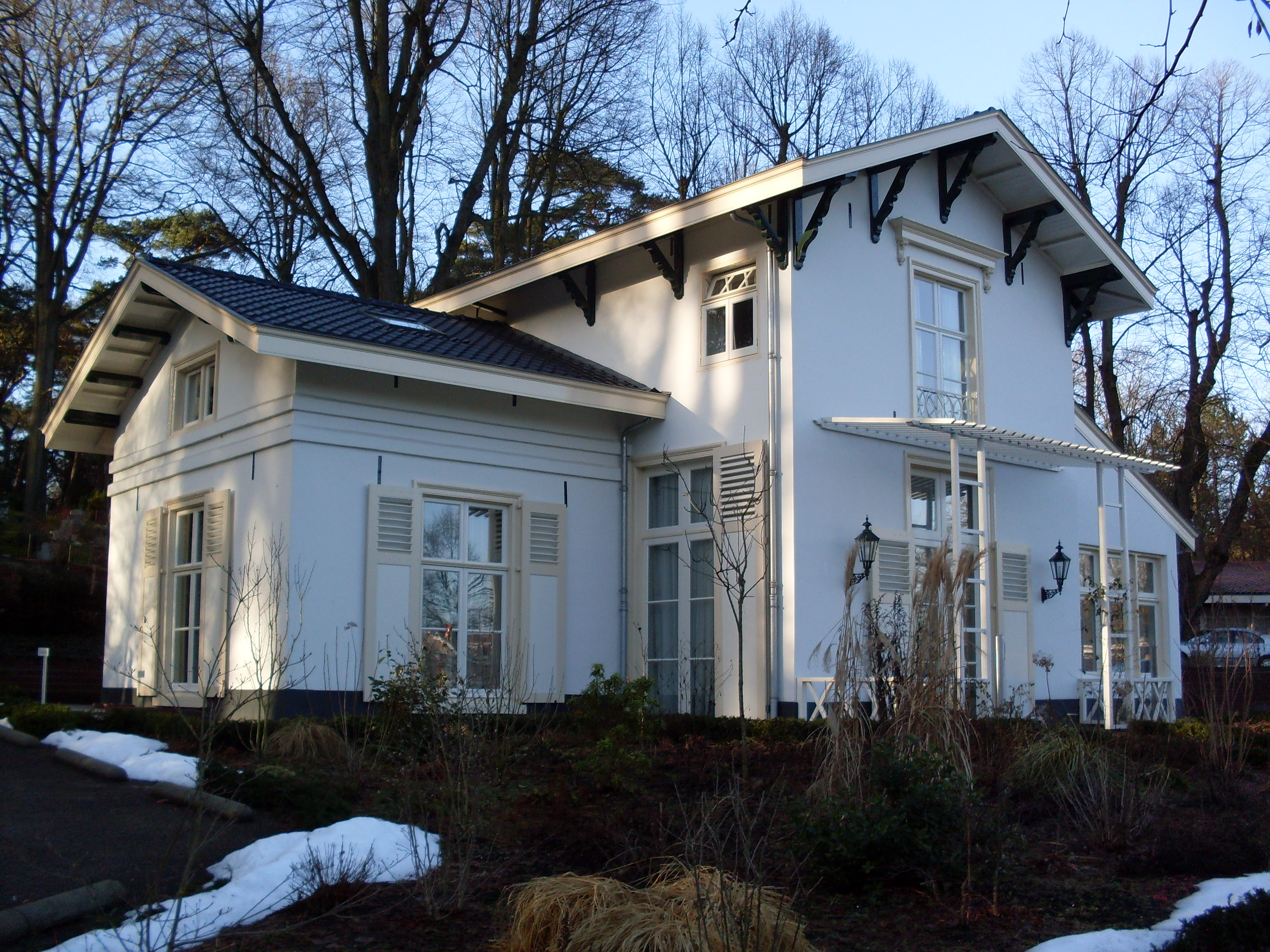
Вілла Westerveld